# Cartersville Warriors
I Cartersville Warriors sono stati una franchigia di pallacanestro della WBA, con sede a Cartersville, in Georgia, attivi dal 2006 al 2009.
Nel 2006 raggiunsero la finale per il titolo, perdendola con i Rome Gladiators.
Nel 2007 si spostarono a Marietta, rinominandosi Georgia Warriors, ma rinunciarono al campionato poco prima dell'inizio della stagione.
Nel 2008 ritornarono a Cartersville, dove giocarono altre due stagioni, raggiungendo le semifinali nel 2009.

## Stagioni
| Stagione | Lega | Denominazione         | V  | P | %        | Piazzamento                               | Play-off |
| -------- | ---- | --------------------- | -- | - | -------- | ----------------------------------------- | -------- |
| 2006     | WBA  | Cartersville Warriors | 18 | 5 | 78,3     | 2º                                        | Finale   |
| 2007     | WBA  | Georgia Warriors      | -  | - | -        | Ritirati prima dell'inizio della stagione | -        |
| 2008     | WBA  | Cartersville Warriors | 3  | 7 | 30,0     | 4º                                        | -        |
| 2009     | WBA  | Cartersville Warriors | 6  | 4 | 60,0\|4º | Semifinale                                |          |